# Svensk handbollselit 2016/2017
Svensk handbollselit (SHE) 2016/2017 var den 46:e säsongen av Sveriges högsta division i handboll för damer. Serien spelades från den 17 september 2016 till den 29 mars 2017.

## Deltagande lag
- Från Elitserien 2015/2016 (8 lag)
  - H65 Höör
  - Team Eslövs IK
  - BK Heid
  - Lugi HF
  - Skuru IK
  - Skövde HF
  - IK Sävehof
  - VästeråsIrsta HF

- Från Elitserie-/SHE-kval (3 lag)
  - Boden Handboll IF (upp från Allsvenskan)
  - IF Hellton (kvar i Elitserien)
  - Kristianstad HK (kvar i Elitserien)

- Från Allsvenskan 2015/2016 (1 lag)
  - Skara HF

## Tabell
Lag 1-8 går vidare till slutspel, lag 9-11 går till kvalspel till SHE mot lag 2-4 i Allsvenskan. Lag 12 åker ur.
| Nr | Lag               | S  | V  | O | F  | GM  | IM  | MS   | P  |
| -- | ----------------- | -- | -- | - | -- | --- | --- | ---- | -- |
| 1  | IK Sävehof        | 22 | 19 | 1 | 2  | 686 | 479 | +207 | 39 |
| 2  | Lugi HF           | 22 | 18 | 2 | 2  | 590 | 442 | +148 | 38 |
| 3  | Skuru IK          | 22 | 15 | 1 | 6  | 617 | 496 | +121 | 31 |
| 4  | H65 Höör          | 22 | 14 | 2 | 6  | 582 | 485 | +97  | 30 |
| 5  | VästeråsIrsta HF  | 22 | 12 | 0 | 10 | 572 | 557 | +15  | 24 |
| 6  | Skövde HF         | 22 | 11 | 2 | 9  | 572 | 559 | +13  | 24 |
| 7  | Kristianstad HK   | 22 | 11 | 1 | 10 | 559 | 566 | −7   | 23 |
| 8  | BK Heid           | 22 | 9  | 0 | 13 | 556 | 628 | −72  | 18 |
| 9  | Boden Handboll IF | 22 | 7  | 0 | 15 | 523 | 638 | −115 | 14 |
| 10 | Team Eslövs IK    | 22 | 2  | 5 | 15 | 528 | 612 | −84  | 9  |
| 11 | Skara HF          | 22 | 3  | 1 | 18 | 472 | 625 | −153 | 7  |
| 12 | IF Hellton        | 22 | 3  | 1 | 18 | 439 | 609 | −170 | 7  |

## Slutspel

### Kvartsfinaler
Kvartsfinalerna avgörs i bäst av fem matcher, där lagen som placerade sig på plats plats 1-4 har hemmaplansfördel i en eventuell femte match. Matcherna spelas enligt följande.

#### H65 Höör - Skövde HF
| Datum                        | Match                | Resultat | Publik |
| ---------------------------- | -------------------- | -------- | ------ |
| H65 Höör - Skövde HF (3 - 0) |                      |          |        |
| 5 april                      | H65 Höör - Skövde HF | 22 - 15  | 525    |
| 12 april                     | Skövde HF - H65 Höör | 23 - 24  | 596    |
| 19 april                     | H65 Höör - Skövde HF | 32 - 24  | 489    |

#### Skuru IK-VästeråsIrsta HF
| Datum                               | Match                       | Resultat | Publik |
| ----------------------------------- | --------------------------- | -------- | ------ |
| Skuru IK - VästeråsIrsta HF (3 - 0) |                             |          |        |
| 8 april                             | Skuru IK - VästeråsIrsta HF | 28 - 14  | 280    |
| 12 april                            | VästeråsIrsta HF - Skuru IK | 23 - 26  | 604    |
| 19 april                            | Skuru IK - VästeråsIrsta HF | 35 - 32  | 231    |

#### LUGI HF-Kristianstad HK
| Datum                             | Match                      | Resultat | Publik |
| --------------------------------- | -------------------------- | -------- | ------ |
| Lugi HF - Kristianstad HK (3 - 0) |                            |          |        |
| 8 april                           | Lugi HF - Kristianstad HK  | 27 - 20  | 844    |
| 12 april                          | Kristianstad HK - 'Lugi HF | 19 - 22  | 929    |
| 18 april                          | Lugi HF - Kristianstad HK  | 26 - 23  | 812    |

#### IK Sävehof-BK Heid
| Datum                  | Match                | Resultat | Publik |
| ---------------------- | -------------------- | -------- | ------ |
| Sävehof - Heid (3 - 0) |                      |          |        |
| 9 april                | IK Sävehof - BK Heid | 44 - 19  | 790    |
| 12 april               | BK Heid - IK Sävehof | 19 - 32  | 501    |
| 19 april               | IK Sävehof - BK Heid | 35 - 16  | 620    |

### Semifinaler
Semifinalerna avgörs i bäst av fem matcher, bäst placerade lag i grundserien har hemmaplansfavör i en eventuell femte och avgörande match.

#### IK Sävehof-Skuru IK
| Datum                         | Match                 | Resultat | Publik |
| ----------------------------- | --------------------- | -------- | ------ |
| IK Sävehof - Skuru IK (3 - 2) |                       |          |        |
| 29 april                      | IK Sävehof - Skuru IK | 34 - 22  | 670    |
| 8 maj                         | Skuru IK - IK Sävehof | 23 - 19  | 1325   |
| 13 maj                        | IK Sävehof - Skuru IK | 28 - 12  | 845    |
| 17 maj                        | Skuru IK - IK Sävehof | 29 - 22  | 1225   |
| 21 maj                        | IK Sävehof - Skuru IK | 35 - 20  | 1185   |

#### Lugi HF-H65 Höör
| Datum                     | Match              | Resultat | Publik |
| ------------------------- | ------------------ | -------- | ------ |
| Lugi HF- H65 Höör (1 - 3) |                    |          |        |
| 29 april                  | Lugi HF - H65 Höör | 25 - 18  | 1210   |
| 3 maj                     | H65 Höör - Lugi HF | 27 - 25  | 630    |
| 10 maj                    | Lugi HF - H65 Höör | 23 - 24  | 1817   |
| 16 maj                    | H65 Höör - Lugi HF | 27 - 19  | 700    |

### Final
Finalen avgörs i en match på neutral plan.
| Datum               | Match                 | Resultat | Publik |
| ------------------- | --------------------- | -------- | ------ |
| Final i Malmö Arena |                       |          |        |
| 27 maj              | IK Sävehof - H65 Höör | 25 - 27  | 5 267  |

## Svenska mästare
- Jessica Ryde
- Anna Johansson
- Emma Rask
- Mikaela Mässing
- Jonna Linell
- Jannike Wiberg
- Tilda Winberg
- Emma Lindqvist
- Anna Olsson
- Sofia Hvenfelt
- Cassandra Tollbring
- Marie Wall
- Ida Gullberg
- Mikaela Fransson
- Jasmina Djapanovic

## Statistik[2]
|    | Namn                  | Klubb           | Position | Matcher | Mål | Tekniska Fel | Assist | Utvisningar | MEP   |
| 1  | Alexandra Bjärrenholt | Skuru IK        | M9       | 22      | 142 | 44           | 55     | 6           | 81,19 |
| 2  | Cassandra Tollbring   | H65 Höör        | M9       | 21      | 130 | 66           | 61     | 5           | 56,4  |
| 3  | Anna Bardis           | Eslövs IK       | M9       | 22      | 129 | 76           | 53     | 4           | 48,01 |
| 4  | Emmy Nordmark         | Boden           | M9       | 22      | 122 | 59           | 47     | 6           | 43,1  |
| 5  | Mariana Lopes         | Boden           | V9       | 22      | 118 | 71           | 24     | 7           | 40    |
| 6  | Hannah Flodman        | Väserås Irsta   | V9       | 20      | 117 | 48           | 38     | 4           | 47,69 |
| 7  | Fatos Kükükilides     | Skövde HF       | M9       | 20      | 116 | 44           | 31     | 2           | 51,17 |
| 8  | Emma Ekenman Fernis   | IK Sävehof      | H9       | 20      | 115 | 8            | 15     | 2           | 61,86 |
| 9  | Asli Iskit            | Kristianstad HK | V9       | 22      | 114 | 59           | 24     | 2           | 48,64 |
| 10 | Melissa Petrén        | Lugi HF         | M9       | 22      | 111 | 44           | 32     | 4           | 63,69 |

## All star team 2016-2017[3]
Målvakt: Johanna Bundsen, IK Sävehof
Vänstersex: Olivia Mellegård, IK Sävehof
Mittsex: Anna Lagerquist, Lugi HF
Högersex: Emma Fernis, IK Sävehof
Vänsternio: Melissa Petrén, Lugi HF
Mittnio: Cassandra Tollbring, H65 Höör
Högernio: Hanna Blomstrand, Lugi HF
Försvar: Anna Lagerquist, Lugi HF
Tränare: Dragan Brljevic, Lugi HF
MVP: Anna Lagerquist, Lugi HF